# Villa Marittima
La Villa Marittima di San Benedetto del Tronto  è un edificio privato di epoca romana (fine I secolo - inizio II secolo), è situata nel vecchio incasato del Paese Alto.

## Scavi

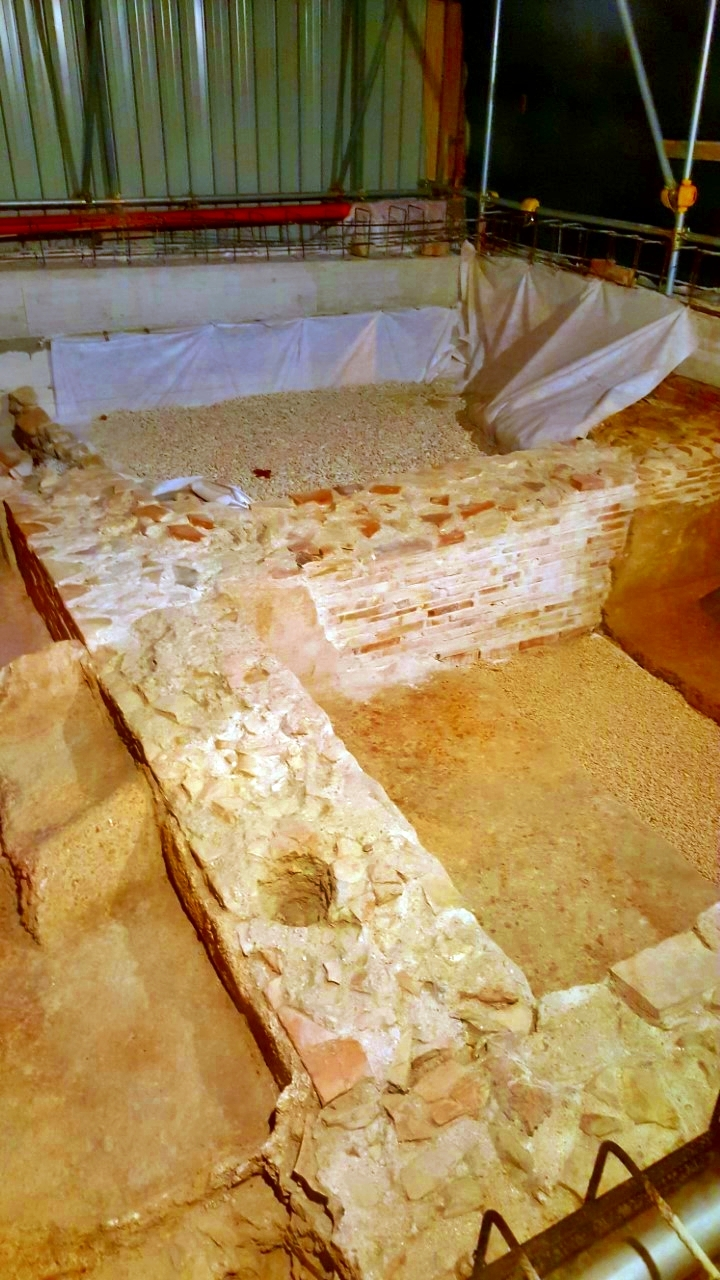
Fase degli scavi

Situata nell’area archeologica del Paese alto di San Benedetto, nell’ex scuola Sciarra, in Piazza Giuseppe Sacconi nei pressi della Torre dei Gualtieri, vi sono resti di una villa marittima di epoca romana del I secolo a.C.. È stata rinvenuta durante gli scavi condotti nell'anno 2010 e successivamente ha usufruito lavori di riqualificazione dal comune di San Benedetto del Tronto in collaborazione con la Soprintendenza Archeologia Belle Arti e Paesaggio delle Marche. La villa è visitabile ed è divisa in diverse parti, una è all'interno dell'edificio dell'ex scuola, per la parte esterna dell'area, in piazza Giuseppe Sacconi, si sono realizzate delle teche trasparenti di varie dimensioni, dove è possibile visitare i resti della villa, grazie a delle ampie vetrate.

## Particolari artistici
Una squadra di archeologi ha portato in luce porzioni pavimenti a mosaico e alcune strutture murarie dagli intonaci colorati, ma anche pavimenti rustici e vasche di lavorazione del garum, affreschi parietali di colore rosso tipici della fase decorativa romana risalente all'età neroniana o flavia, appunto databili fra la prima metà del I secolo a.C. e la prima metà del I secolo d.C..